# Teoría feminista

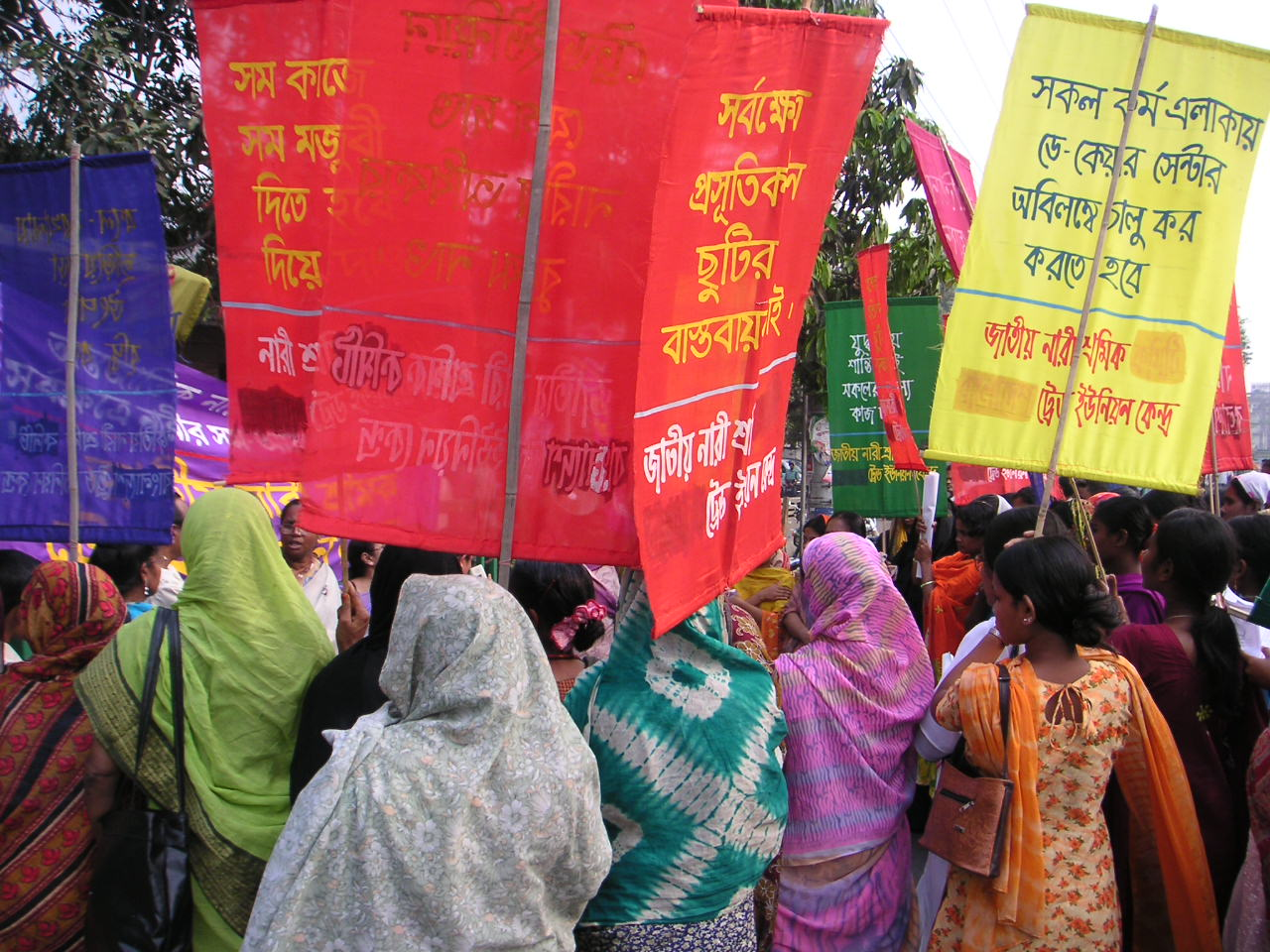
Protesta en Dhaka, International Women's Day en Bangladés

La teoría feminista es la extensión del feminismo a los campos teóricos o filosóficos. Abarca el trabajo realizado en una amplia variedad de disciplinas, e incluye de manera prominente los enfoques en cuanto a los roles y vidas de las mujeres y la política feminista en la antropología y sociología, el psicoanálisis, la economía, los estudios de género y de mujeres, la crítica literaria feminista y la filosofía, especialmente, la continental. La teoría feminista tiene como fin la comprensión de la naturaleza de la desigualdad y se centra en las políticas de género, las relaciones de poder y la sexualidad. Mientras que generalmente la teoría feminista presenta una crítica de las relaciones sociales, una parte importante de la teoría feminista también analiza la desigualdad de género y la promoción de los derechos, intereses y asuntos de las mujeres. El feminismo explora temas como la historia del arte y el arte contemporáneo, la estética, la discriminación, los estereotipos, la cosificación (especialmente la cosificación sexual), la opresión y el patriarcado.

## Historia
La historiadora estadounidense Nancy Cott hace una distinción entre el feminismo moderno y sus antecedentes, en particular, la lucha por el sufragio femenino. En Estados Unidos, sitúa el momento decisivo en las décadas antes y después de que las mujeres consiguieron el voto en 1920 (1910-1930). Expone que el anterior movimiento femenino trató principalmente sobre la mujer como una entidad universal, durante este período de veinte años, se convirtió en un movimiento que se concernió con la diferenciación social, atento a la individualidad y la diversidad. Nuevos asuntos trataron de la condición de la mujer como un constructo social, la identidad de género y las relaciones entre los géneros. Políticamente esto representó un cambio de un alineamiento ideológico del derecho a uno más radicalmente asociado con la izquierda.
Susan Kingsley Kent dice que el patriarcado freudiano fue responsable del perfil disminuido del feminismo durante los años de guerra, aunque otras, como Juliet Mitchell, considera esta explicación demasiada simplista puesto que la teoría freudiana no es completamente incompatible con el feminismo. Varias partes de la erudición feminista cambiaron de la necesidad de establecer los orígenes de la familia hacia el análisis de la oposición a una imagen de la "mujer en la casa". Simone de Beauvoir expuso una dimensión existencialista del feminismo con la publicación de Le Deuxième Sexe (El segundo sexo) en 1949. Como implica el título, el punto de partida es la inferioridad implícita de las mujeres, y la primera pregunta que Beauvoir plantea es "¿qué es una mujer?" La mujer, nota de Beauvoir, siempre se percibe como "otra", "es definida y diferenciada con referencias al hombre y no él con referencias a ella". En este libro y su ensayo "Woman: Myth & Reality" ("Mujer: Mito y Realidad"), de Beauvoir anticipa a Betty Friedan en buscar la desmitificación del concepto masculino de la mujer. "Un mito inventado por el hombre para confinar las mujeres a su estado opresivo. Para las mujeres no es una cuestión de hacerse valer como mujeres, sino que hacerse seres humanos." "Una mujer no nace así, sino que se convierte en una mujer" o, como Toril Moi dice, "una mujer se define tras la manera en que viva su situación encarnada en el mundo, o, en otras palabras, tras la manera en que hace algo de lo que el mundo hace de ella". Por lo tanto, la mujer debe quedar sujeta para escapar su papel definido como "otra", como un punto Cartesiano de partida. En su examen de mito, aparece como uno que no acepta ningún privilegio especial para mujeres. Irónicamente, las filósofas feministas han tenido que extraer de Beauvoir sí misma de la sombra de Jean-Paul Sartre para completamente apreciarla. Aunque es más filósofa y novelista que activista, firmó uno de los manifiestos del "Mouvement de Libération des Femmes" (Movimiento de Liberación de las Mujeres").
El resurgimiento del activismo feminista durante los fines de los años sesenta fue acompañado por una literatura emergente de los asuntos que se pudieron considerar asuntos relacionados con las hembras, como asuntos de la tierra y la espiritualidad, y el activismo medioambiental.
También creó una atmósfera propicia al re-encendido del estudio de y debate sobre la matricentricidad, como un rechazo del determinismo, como Adrienne Rich y Marilyn French, mientras para feministas socialistas como Evelyn Reed, el patriarcado mantuvo las propiedades del capitalismo.
Elaine Showalter describe el desarrollo de la teoría feminista en varias fases. La primera fase es llamada el "crítico feminista" - donde el lector feminista examina las ideologías detrás de los fenómenos literarios. La segunda Showalter llama "ginocrítico" - donde la "mujer es la productora del significado textual" incluyendo "la psicodinámica de la creatividad femenina; la lingüística y el problema de un lenguaje femenino; el trayectorio de la carrera individual o femenina colectiva y la historia de la literatura". La última fase es llamada la "teoría de género" - donde se explora la "inscripción ideológica y los efectos literarios del sistema de género". Este modelo ha sido criticado por Toril Moi que lo considera esencialista y determinista para la subjetividad femenina. También lo ha criticado por no tener en cuenta la situación de las mujeres no occidentales.
En las décadas finales del siglo XX, las ideas psicoanalíticas que han ido surgiendo en el campo del feminismo y la anexión del feminismo latinoamericano contemporáneo han logrado una influencia decisiva en la teoría feminista. El psicoanálisis feminista entra en fuerte desacuerdo con las hipótesis fálicas en cuanto al inconsciente. Julia Kristeva, Hélène Cixous y Luce Irigaray desarrollaron nociones específicas en cuanto a la diferencia sexual inconsciente, la femenina y la maternidad, con implicaciones amplias para el análisis de las mismas en los trabajos de investigación de las instituciones, mientras que autoras como Judith Butler han hecho un uso crítico de él.
En los años noventa y las primeras décadas del siglo XXI, la interseccionalidad desempeñó un papel central en la teoría feminista, lo que llevó al desarrollo del transfeminismo y el feminismo queer y la consolidación de los feminismos negro, antirracista y poscolonial, entre otros. El surgimiento de la cuarta ola en los años 2010 propició nuevos debates acerca de la violencia sexual, el consentimiento y la mirada sobre el cuerpo, así como una profundización de las perspectivas interseccionales. En paralelo, en campos como la filosofía y antropología feministas ganaron notoriedad perspectivas vinculadas a los nuevos materialismos, los estudios sobre afectos y cuidados, el poshumanismo y el ecofeminismo.

## Conceptos
La teoría feminista ha trabajado a lo largo de la historia en la conceptualización para develar una realidad oculta a la percepción social dando nombre y sacando de la invisibilidad fenómenos sociales que remiten a la subordinación de las mujeres. Conceptos como "feminización de la pobreza", la evolución del concepto "género" de la biología a la sociología, "doble jornada", "acoso sexual" han sido acuñados por el movimiento feminista y están relacionados con los estudios de género y el desarrollo del pensamiento feminista.

## Teoría feminista
Referencias y conceptos 

Los sistemas de género-sexo históricamente conocidos han colaborado en la opresión y explotación de las mujeres. La tarea de la teoría crítica feminista es desvelar este hecho y desarrollar una teoría que sea emancipadora y reflexiva, y que pueda ayudar a las mujeres en sus luchas para superar la opresión y la explotación. La teoría feminista puede contribuir en esa tarea de dos formas: desarrollando un análisis explicativo-diagnóstico de la opresión de las mujeres a través de la historia, la cultura y las sociedades, y articulando una crítica anticipatorio-utópica de las normas y valores de nuestra sociedad y cultura actuales, como proyectar nuevos modos de relacionarnos entre nosotros y con la naturaleza en el futuro.
Seyla Benhabib, "El otro generalizado y el otro concreto"

El feminismo se articula como crítica filosófica en tanto que es él mismo una teoría crítica y se inserta en la tradición de las teorías críticas de la sociedad. La teoría feminista en cuanto teoría, tiene que ver con el sentido original del vocablo teoría: hacer ver. Pero en cuanto teoría crítica su hacer ver es a su vez un irracionalizar (...). Porque la propia tematización del sistema sexo-género como matriz que configura la identidad así como la interección en lo real de hombres y mujeres es inseparable de su puesta en cuestión como sistema normativo: sus mecanismos, como los de todo sistema de dominación, solamente se hacen visibles a la mirada crítica extrañada; la mirada conforme y no distanciada, a fuerza de percibirlos como lo obvio, ni siquiera los percibe.
Celia Amorós, "Feminismo y Filosofía"

## Artículos
- de las Heras, Samara (2009) Una aproximación a las teorías feministas Archivado el 18 de agosto de 2019 en Wayback Machine.. Universitas. Revista de Filosofía, Derecho y Política, n.º 9, enero de 2009, ISSN 1698-7950
- Vargas Arenas, Iraida (2008) Teoría feminista y teoría antropológica. Revista Venezolana de Estudios de la Mujer v.13 n.30 Caracas ene. 2008
- Acevedo, Mariela (2015) Una reflexión sobre los aportes de la Epistemología Feminista al campo de los Estudios Comunicacionales. Cuadernos del Centro de Estudios de Diseño y Comunicación N.º 54 ISSN 1668-0227 Año XVI, septiembre de 2015, Buenos Aires, Argentina